# Đuro Cvijić
Đuro (Juraj, Đuka) Cvijić (Zagreb, 23. listopada 1896. – SSSR, srpanj 1937.) hrvatski političar i publicist

## Životopis
Još kao gimnazijalac Cvijić je bio pripadnik intelektualnog jezgra mlade hrvatske socijaldemokratske ljevice. Sudjelovao je u pripremi atentata na bana Cuvaja. Jedan je od pokretača Borbe (1922.). U emigraciji objavljuje revolucionarni Hrvatski put (1933. – 34.) zbog čega je poslan u Moskvu, gdje je unatoč važnim partijskim funkcijama likvidiran.